# بوب كرولي
بوب كرولي (بالإنجليزية: Bob Crowley)‏ هو مصمم إنتاجي أيرلندي، ولد في 10 يونيو 1955 في كورك في جمهورية أيرلندا.

## وصلات خارجية
- بوب كرولي على موقع IMDb (الإنجليزية)
- بوب كرولي على موقع قاعدة بيانات برودواي على الإنترنت (الإنجليزية)
- بوب كرولي على موقع قاعدة بيانات الفيلم (الإنجليزية)